# Barbara Battisti

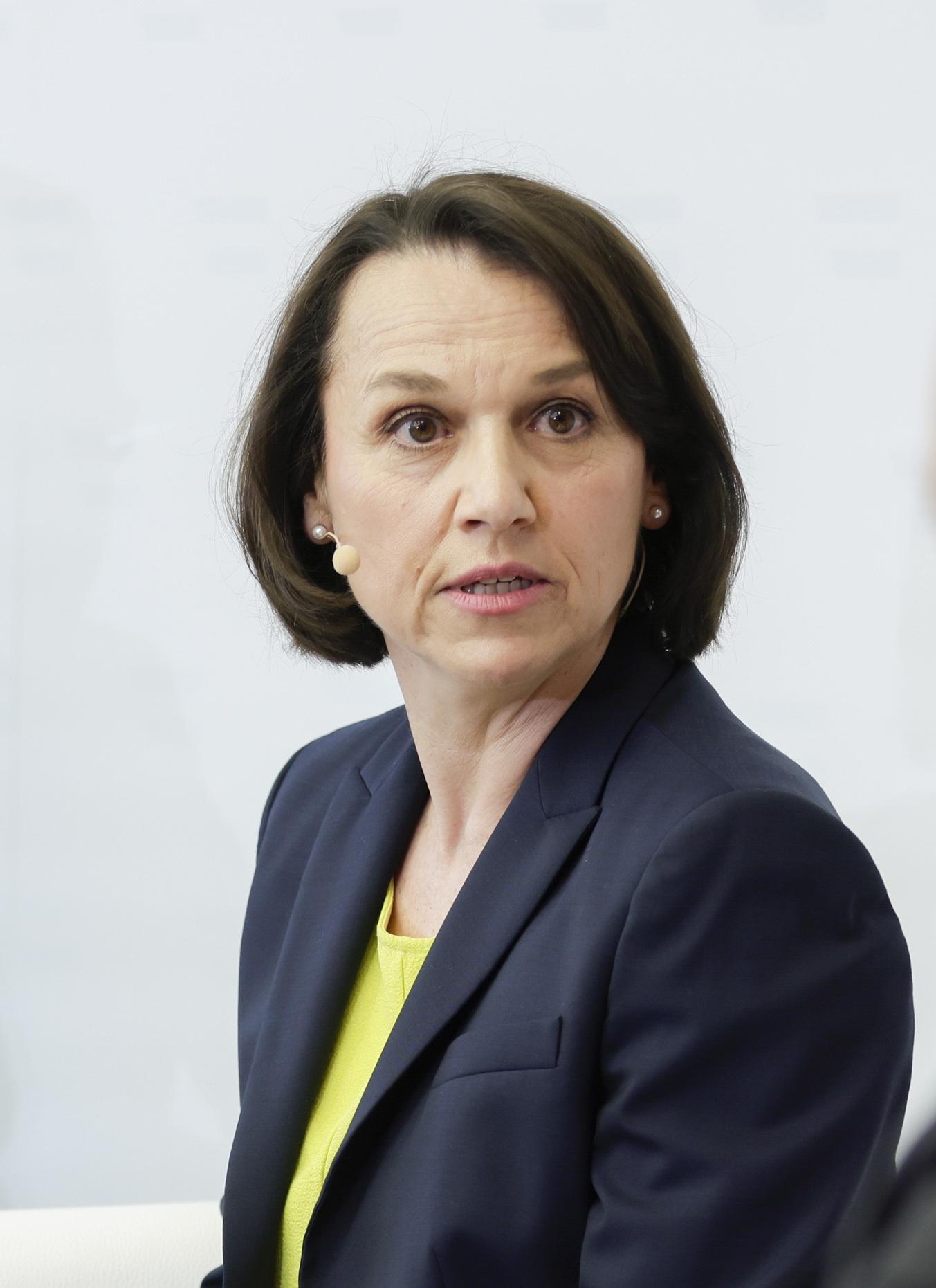
Barbara Battisti

Barbara Battisti (* in Wien als Barbara Krommer) ist eine österreichische Journalistin. Sie leitet zurzeit das Wirtschaftsressort der Zeit im Bild.

## Leben

### Ausbildung
Nach ihrem Schulabschluss studierte Battisti Publizistikwissenschaft, Politikwissenschaft und Geschichtswissenschaft an der Universität Wien.

### Beruf
Battisti absolvierte 1984 einen Ferialjob beim Teletext des ORF, wo sie bis 1998 verblieb. In diesem Jahr wechselte sie in die ORF-Nachrichtenredaktion, sie war später auch für die Ö1-Journale sowie für das Magazin Heimat, fremde Heimat tätig. Ab 2006 war Battisti Redakteurin in der ORF-Radio-Wirtschaftsredaktion, wo sie ab 2015 stellvertretende Ressortleiterin und ab 2018 interimistische Ressortleiterin war. Die Schwerpunkte ihrer Arbeit beim Radio waren die Themenfelder Landwirtschaft, Klimaschutz und Energie, sie gestaltete auch das Wirtschaftsmagazin Saldo auf Ö1 mit. Seit Mai 2019 ist sie schließlich Leiterin des Wirtschaftsressorts der Zeit im Bild, sie trat dort die Nachfolge von Christoph Varga an.

### Privates
Barbara Battisti ist verheiratet und Mutter zweier Töchter. Vor ihrer Heirat hieß Battisti Krommer mit Nachnamen.

## Auszeichnungen
- 2011: Prälat-Leopold-Ungar-JournalistInnenpreis Anerkennungspreis in der Kategorie Radio[6]
- 2011: Eduard Hartmann-Preis[2]
- 2011: Journalismuspreis von unten der Armutskonferenz in der Kategorie Radio[7]
- 2013: Barthold-Stürgkh-Preis[8]
- 2021: Journalist des Jahres in der Kategorie Wirtschaft[9]